# St. Michael (Igersheim)

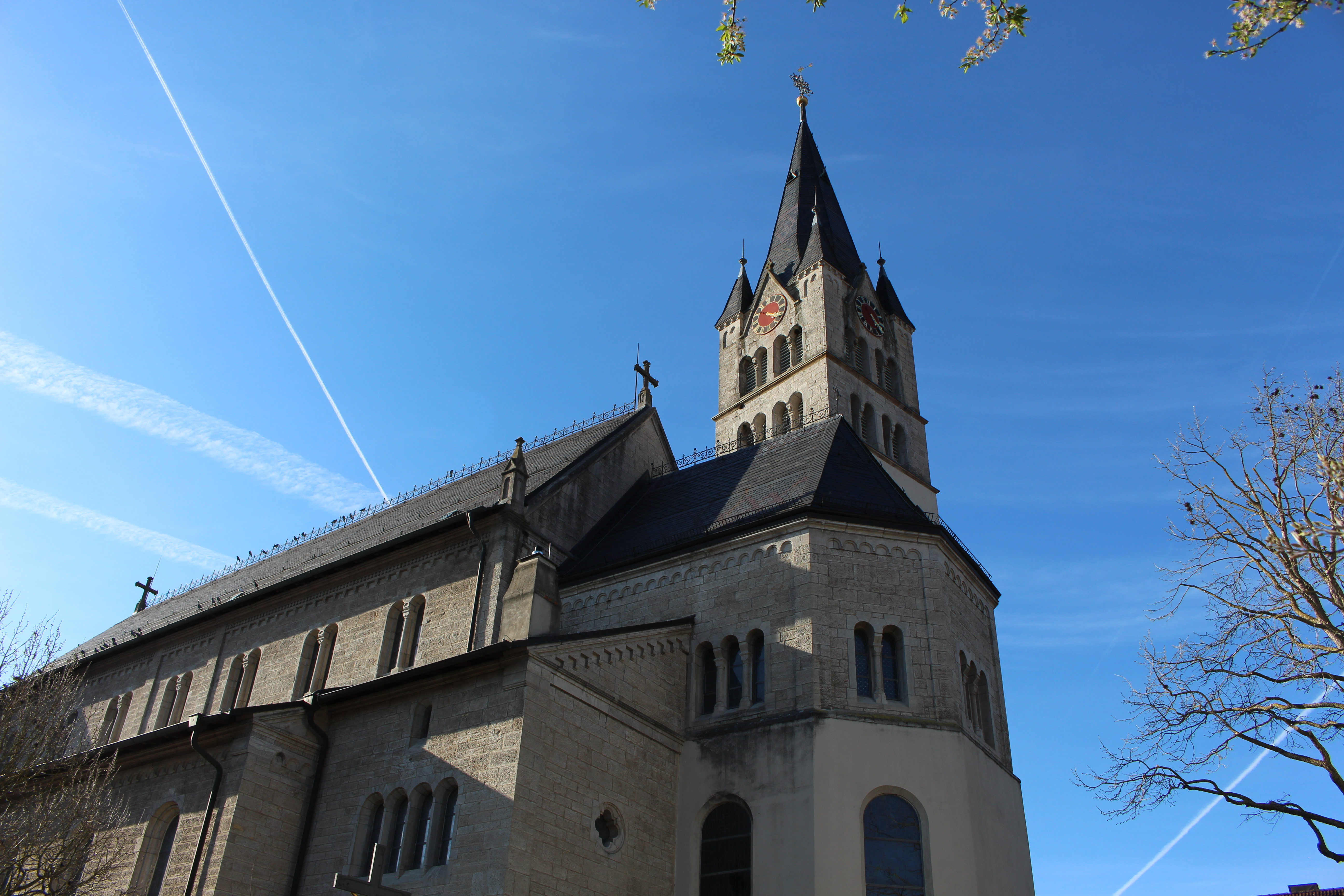
Igersheimer Michaelskirche

Die römisch-katholische Pfarrkirche St. Michael in Igersheim im Main-Tauber-Kreis wurde von 1878 bis 1880 errichtet und ist dem heiligen Erzengel Michael geweiht. Die Kirche wurde anstelle einer zu klein gewordenen Vorgängerkirche erbaut und am 7. Juli 1881 eingeweiht. Es handelt sich um einen neuromanischen Bau von Oberbaurat Georg Morlok mit teilweise altem Turm. Die Kirche St. Michael gehört zur Seelsorgeeinheit 2, die dem Dekanat Mergentheim der Diözese Rottenburg-Stuttgart zugeordnet ist. Die Michaelskirche ist ein Kulturdenkmal der Gemeinde Igersheim.